# Habo (Suécia)

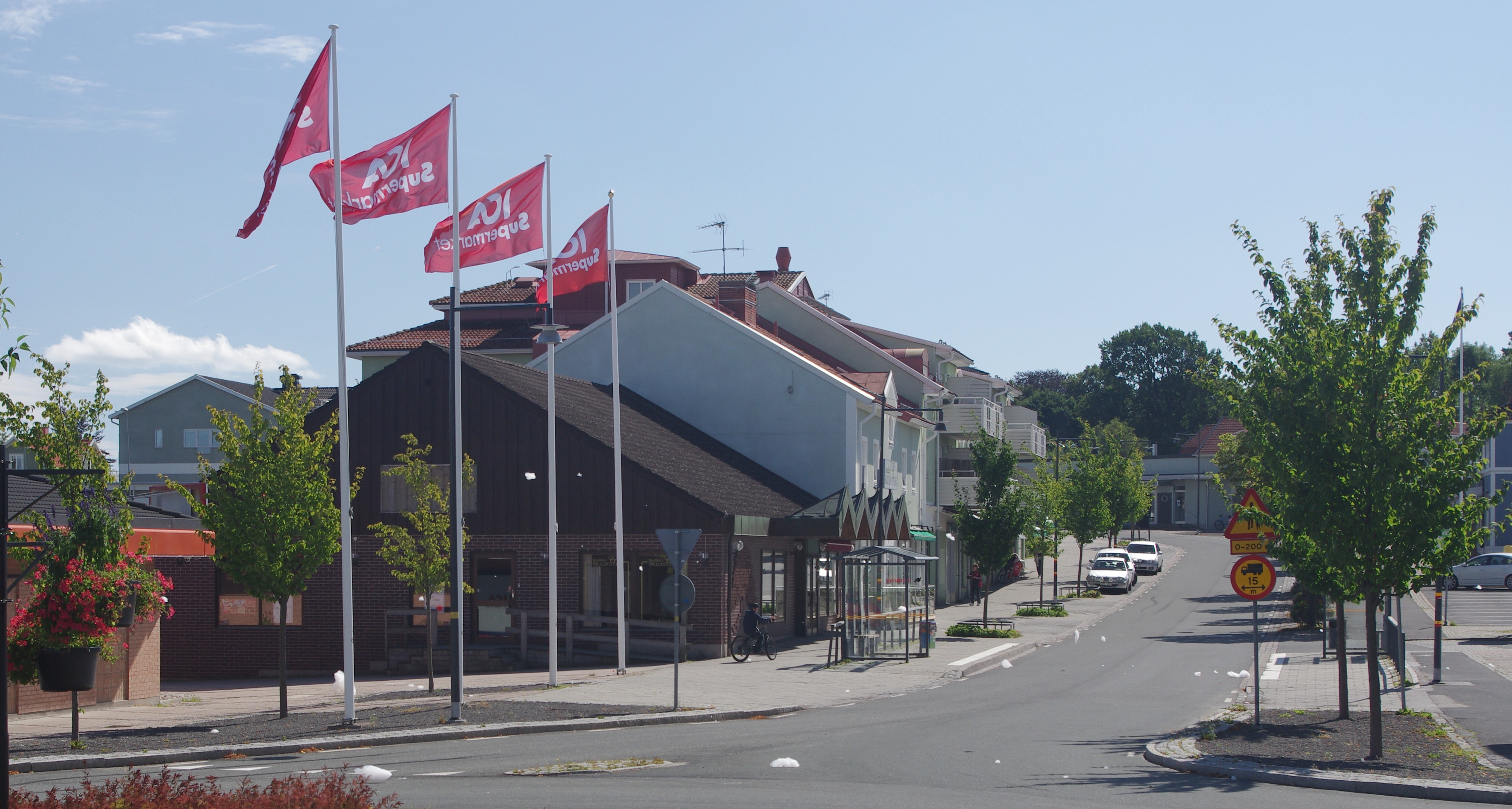
Habo

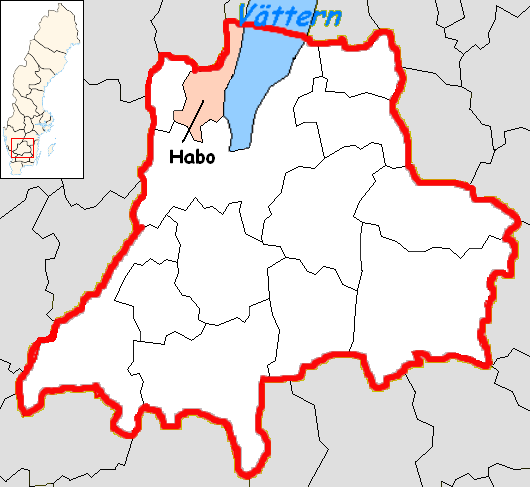
A comuna de Habo no condado de Jönköping

Habo é uma pequena cidade da província da Västergötland, no Sul da Suécia. Pertence ao município de Habo, parte integrante do condado de Jönköping. A população é 8 753 pessoas (2020).